# شينيتشي كاواكتشي
شينيتشي كاواگُتشي (باليابانية: 河口 真一) (13 يونيو 1977 في ناغاساكي في اليابان – )؛ هو لاعب كرة قدم ياباني سابق كان يلعب كمداف.

## وصلات خارجية
- شينيتشي كاواكتشي على موقع رابطة كرة القدم اليابانية للمحترفين (اليابانية)
- شينيتشي كاواكتشي على موقع عالم كرة القدم.نت (الإنجليزية)